# Philadelphia Toboggan Coasters
Pour les articles homonymes, voir PTC.
La Philadelphia Toboggan Coasters, Inc. (anciennement connue sous le nom Philadelphia Toboggan Company) est la plus vieille entreprise spécialisée dans la construction des montagnes russes. Basée à Hatfield, en Pennsylvanie, elle fut fondée en 1904 par Henry Auchey et Chester Albright et produisait à ses débuts divers manèges comme des carrousels, des trains et des montagnes russes en bois.
La compagnie est reconnue pour la grande qualité de ses carrousels dont les détails d'ornementation sont très fins et de grande qualité. Parmi les plus célèbres sculpteurs de la compagnie, on peut citer Daniel Carl Muller, Leo Zoller, John Zalar et Frank Caretta. 
Le 27 novembre 1991, Tom Rebbie et Bill Dauphinee rachètent la compagnie à Sam High. La société âgée de 87 ans change de nom pour devenir Philadelphia Toboggan Coasters. 
Rebbie rachète les parts de Dauphinee en 2007 et en devient l'unique propriétaire, le nom est alors légèrement modifié pour devenir Philadelphia Toboggan Coasters, Inc.
Plusieurs carrousels de la compagnie, produits entre 1904 et 1934 sont toujours visible à travers les États-Unis. Le Carrousel numéro 15 par exemple, produit en 1907, fut ajouté au Registre national des lieux historiques en 2001.

## Les montagnes russes en bois

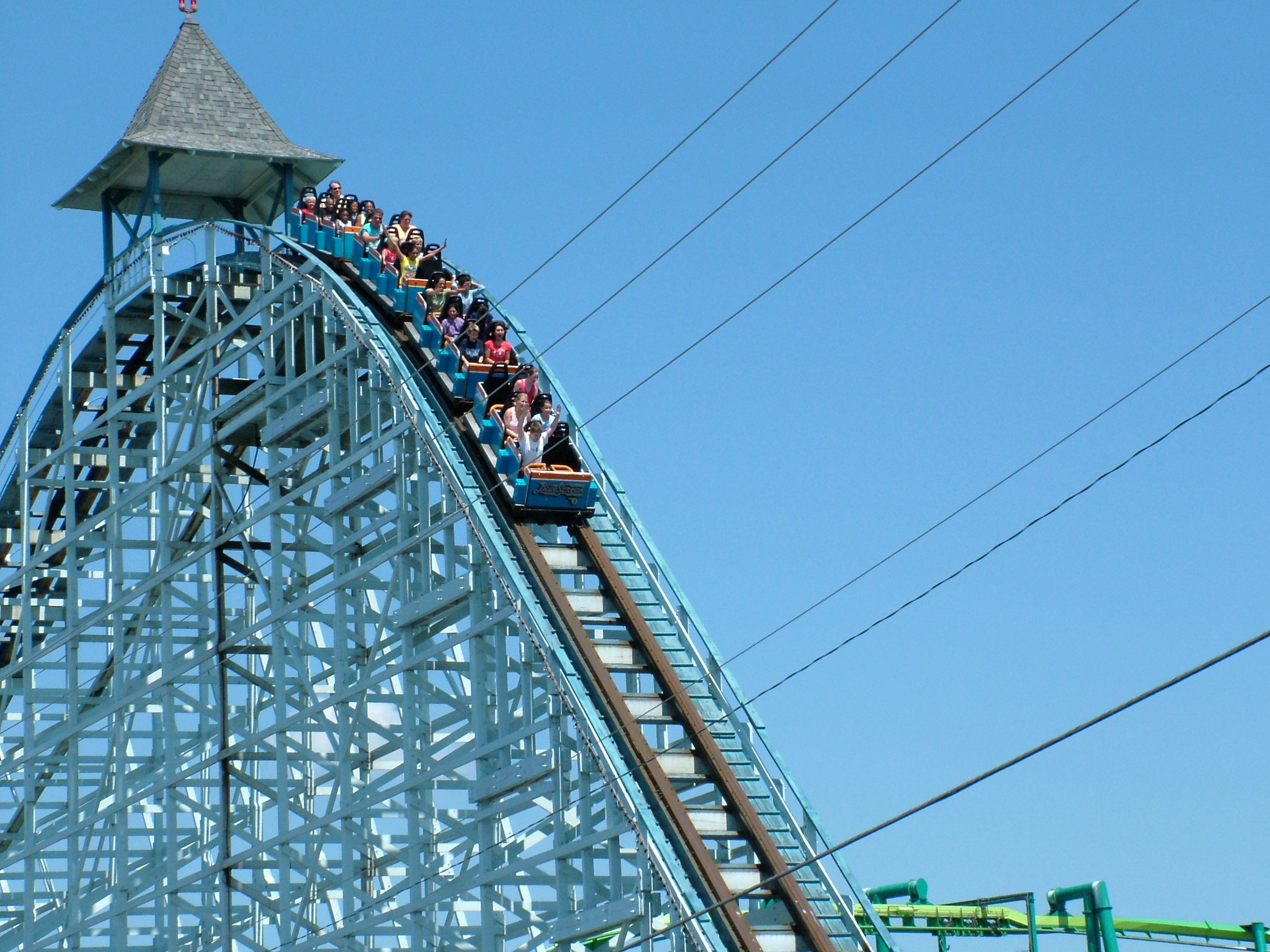
Blue Streak à Cedar Point.

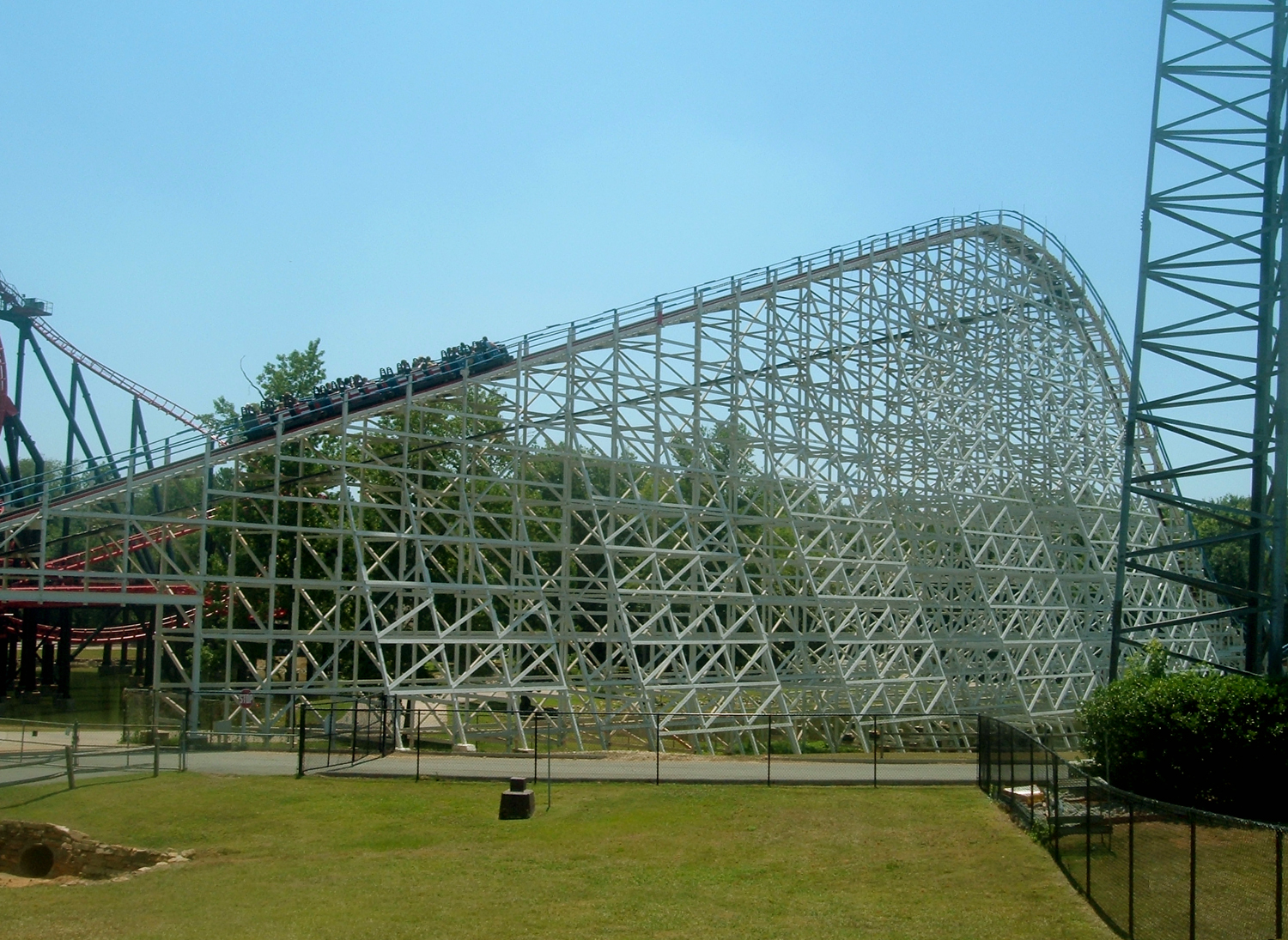
The Great American Scream Machine à Six Flags Over Georgia.

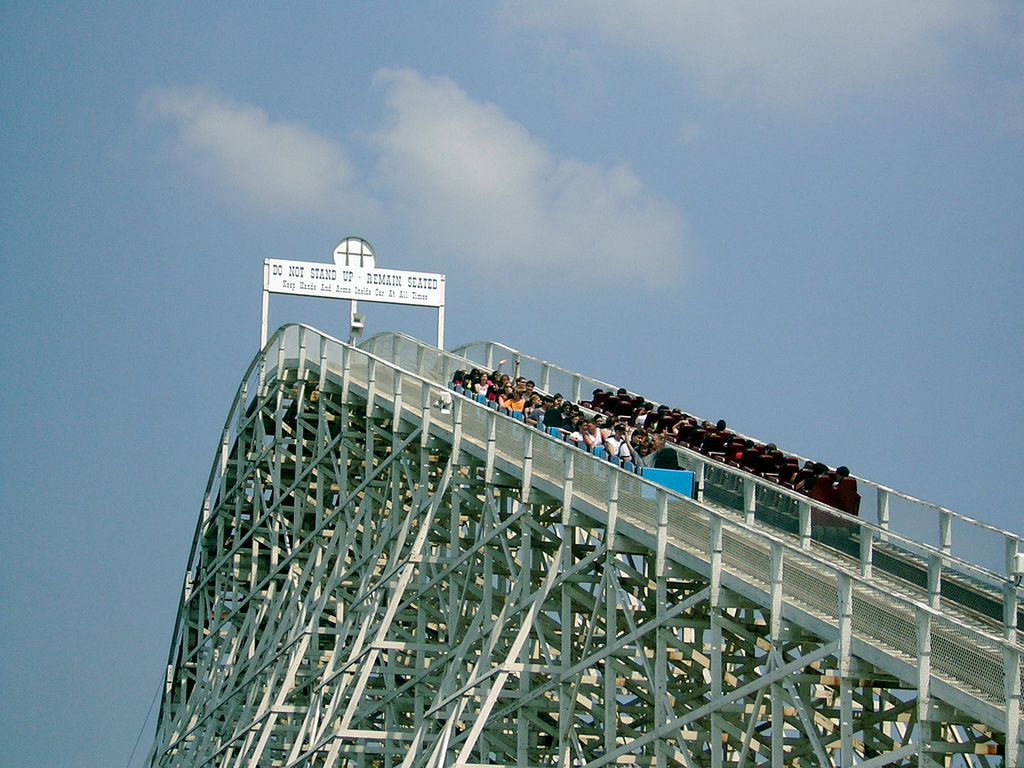
Rebel Yell à Kings Dominion.

Liste des principales montagnes russes en bois de PTC :
| Année d'ouverture | Nom                               | Parc                            |
| ----------------- | --------------------------------- | ------------------------------- |
| 1972              | Fairly Odd Coaster                | Kings Island                    |
| 1923              | Thunderhawk                       | Dorney Park & Wildwater Kingdom |
| 1927              | Wildcat                           | Lake Compounce                  |
| 1936              | Yankee Cannonball                 | Canobie Lake Park               |
| 1938              | Rollo Coaster                     | Idlewild & Soak Zone            |
| 1946              | Comet                             | Hersheypark                     |
| 1949              | Roller Coaster                    | Joyland Amusement Park (en)     |
| 1950              | Little Dipper                     | Memphis Kiddie Park (en)        |
| 1951              | Comet                             | Waldameer Park                  |
| 1956              | Sea Dragon                        | Wyandot Lake                    |
| 1959              | Tornado                           | Wedgewood Village               |
| 1964              | Blue Streak                       | Cedar Point                     |
| 1967              | Cannon Ball                       | Lake Winnepesaukah (en)         |
| 1968              | Zingo                             | Bell's Amusement Park (en)      |
| 1972              | The Racer                         | Kings Island                    |
| 1973              | The Great American Scream Machine | Six Flags Over Georgia          |
| 1974              | Scooby-Doo's Ghoster Coaster      | Kings Dominion                  |
| 1975              | Fairly Odd Coaster                | Carowinds                       |
| 1975              | Rebel Yell                        | Kings Dominion                  |
| 1976              | Screamin' Eagle                   | Six Flags St. Louis             |
| 1976              | Thunder Road                      | Carowinds                       |
| 1978              | Tornado                           | Adventureland                   |
| 1979              | Beast                             | Kings Island                    |
| 1981              | Mighty Canadian Minebuster        | Canada's Wonderland             |
| 1981              | Scooby's Gasping Ghoster Coaster  | Canada's Wonderland             |
| 1981              | Wild Beast                        | Canada's Wonderland             |
| 1985              | Phoenix (en)                      | Knoebels                        |
| 1987              | Skyliner                          | Lakemont Park                   |
| 1994              | The Comet (en)                    | The Great Escape                |
| 2006              | Meteor                            | Little Amerricka (en)           |
| 2007              | Starliner                         | Cypress Gardens Adventure Park  |

## Les carrousels

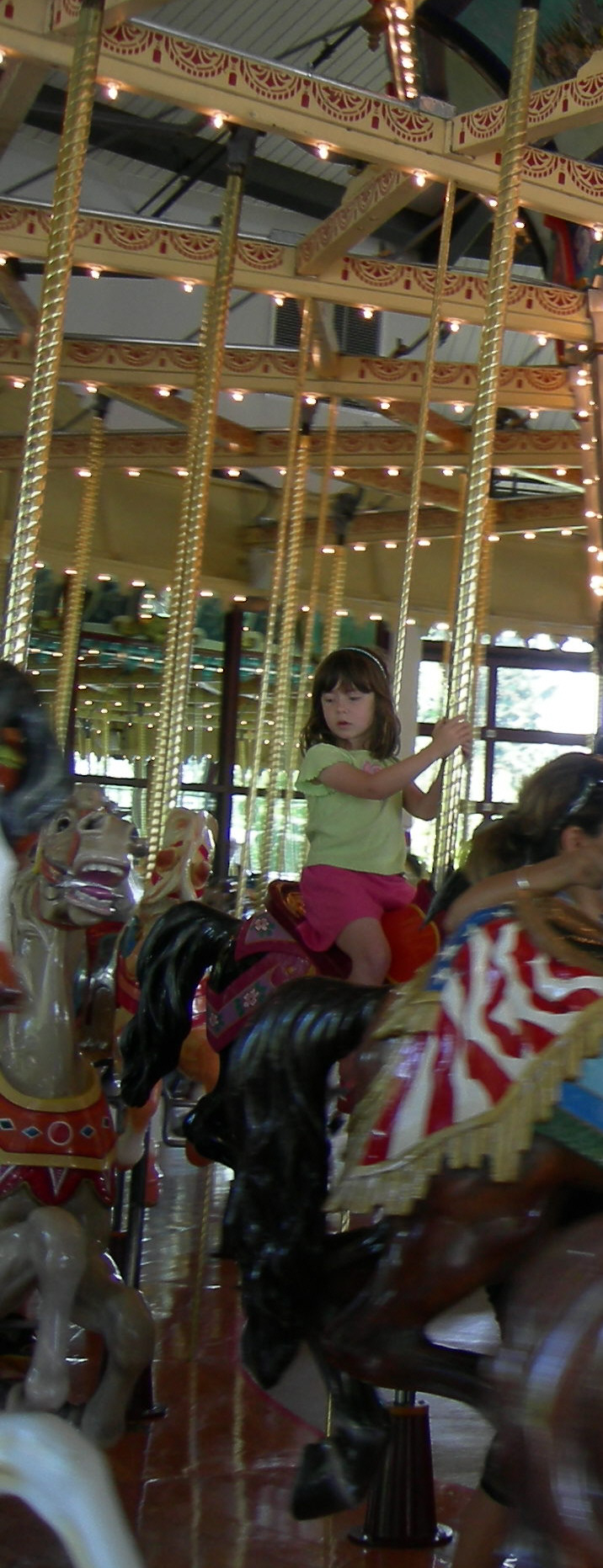
Carousel du Woodland Park Zoo de Seattle

Listes des principaux carrousels de PTC toujours opérationnels :
| PTC # | Propriétaire                   | Année d'ouverture |
| ----- | ------------------------------ | ----------------- |
| 6     | Kit Carson Co. Fairgrounds     | 1905              |
| 15    | Palisades Center Mall          | 1907              |
| 17    | Six Flags Over Georgia         | 1908              |
| 18    | Carousel Center                | 1909              |
| 19    | Euclid Beach                   | 1910              |
| 21    | Six Flags Magic Mountain       | 1912              |
| 30    | Luna Park, Melbourne           | 1913              |
| 33    | Como Park                      | 1914              |
| 35    | Six Flags St. Louis            | 1915              |
| 39    | Lake Winnepesaukah (en)        | 1916              |
| 43    | Western Washington Fair        | 1917              |
| 44    | Kings Dominion                 | 1917              |
| 45    | Woodland Park Zoo              | 1918              |
| 46    | Magic Kingdom                  | 1917              |
| 47    | Hersheypark                    | 1919              |
| 50    | Carousel Park                  | 1920              |
| 51    | Elitch Gardens                 | 1925 - 1928       |
| 53    | Charles Walker                 | 1920              |
| 54    | Battleship Cove                | 1920              |
| 59    | Peddler's Village              | 1922              |
| 61    | Jane Walentas                  | 1922              |
| 62    | Jetée de Santa Monica          | 1922              |
| 67    | Carowinds                      | 1923              |
| 72    | Kiddieland Amusement Park (en) | 1925              |
| 75    | Gillian's Wonderland Pier (en) | 1926              |
| 76    | Valleyfair                     | 1926              |
| 79    | Kings Island                   | 1926              |
| 80    | Holyoke Heritage State Park    | 1927 - 1929       |
| 83    | Idlewild Park                  | 1931              |
| 84    | Canada's Wonderland            | 1928              |
| 85    | Carousel Station               | 1928              |